# Ingo ohne Flamingo
Ingo ohne Flamingo est le nom de scène d'un chanteur de schlager festif originaire de Berlin, qui se fait connaître en 2017 grâce au single Saufen – morgens, mittags, abends ainsi que par sa tenue de scène, un masque de canard et un costume semblable à une chemise hawaïenne avec des motifs de flamant rose.

## Carrière
Le 23 mars 2017, Ingo ohne Flamingo publie la chanson Saufen – morgens, mittags, abends distribué par lui-même et UR-Music. Des extraits du clip officiel paraissent sur sa chaîne YouTube entre avril et mai 2017. Avant même la sortie de la version complète, il publie le clip de son prochain single Hartz 4 und der Tag gehört dir sur YouTube. Le 9 septembre 2017, l'intégralité du clip de Saufen – morgens, mittags, abends est diffusée et la chanson paraît sur des compilations.
Au cours de l'automne, Saufen – morgens, mittags, abends fait l'objet de beaucoup d'attention sur plusieurs plateformes de médias sociaux, à laquelle contribue sa marque de fabrique, un masque de canard et un costume fluo avec des motifs de flamant rose. Des clubs réservent des prestations et le nombre de téléchargements et de streaming augmente. En décembre 2017, la chanson entre dans le classement des meilleures ventes en Allemagne.
En vue de la prochaine saison de carnaval, une remix de la chanson paraît le 26 janvier 2018 chez Hitmix Music, un sous-label de Sony Music pour la musique d'ambiance. Le morceau sort en EP avec trois autres versions. De plus, la sortie d'un remix 2018, une version en néerlandais avec Kalibah et une version anglaise sous le titre Boozing paraissent. Le même jour, il donne sur un disque Saufen−morgens,-mittags,-abends, Hartz 4 und der Tag gehört dir ainsi que le single Wir sind immer dabei. GfK Entertainment atteste qu'elle est la chanson la plus diffusée dans les fêtes du carnaval.
En juin 2018, il enregistre le duo Schon wieder besoffen avec le chanteur Ikke Hüftgold.

## Discographie
Album
- 2018: Saufen morgens, mittags, abends - Die Party

Singles
2017 :
- Saufen morgens, mittags, abends

2018 :
- Saufen – morgens, mittags, abends (Remix 2018)
- Zuipen, s’morgens, s’middags, s’avonds (version néerlandaise avec Kalibah)
- Boozing
- Hartz 4 und der Tag gehört dir
- Wir sind immer dabei
- Wir sind immer dabei (Stadion-Version)
- Schon wieder besoffen (Ikke Hüftgold et Ingo ohne Flamingo)
- Leichtigkeit
- Ingo’s Weihnachtslied

2019 :
- Cocktail
- Ingo For Future

2020 :
- Weiter saufen

2021 :
- Saufen - morgens, mittags,

abends auf russisch 

## Distinctions
- 2018 : Ballermann-Award dans la catégorie Newcomer[3].
- 2019 : Ballermann-Award dans la catégorie Video Award.

## Source de la traduction
- (de) Cet article est partiellement ou en totalité issu de l’article de Wikipédia en allemand intitulé « Ingo ohne Flamingo » (voir la liste des auteurs).

1. ↑  (de) « Ingo ohne Flamingo », sur offiziellecharts.de (consulté le 7 septembre 2020)
2. ↑  (de) « Ingo ohne Flamingo liefert Faschingshit 2018 », 2020 (consulté le 7 septembre 2020)
3. ↑  (de) « Ingo ohne Flamingo erhält Ballermann-Award 2018 », sur Mix1 (consulté le 7 septembre 2020)